# Lipah Rayeuk
Lipah Rayeuk is een bestuurslaag in het regentschap Bireuen van de provincie Atjeh, Indonesië. Lipah Rayeuk telt 1322 inwoners (volkstelling 2010).